# Слідство ведуть ЗнаТоКі. До третього пострілу
«Слідство ведуть ЗнаТоКі. До третього пострілу» — радянський телевізійний детективний фільм 1978 року з циклу «Слідство ведуть ЗнаТоКі» (справа № 13 «До третього пострілу»). Перший фільм серіалу, який перейшов від формату телеспектакля до формату відеофільму.

## Сюжет
Знаменський розслідує збройне пограбування магазину. Особистість злочинця через якийсь час встановлюють, Томін знаходить його, це небезпечний рецидивіст Бондар, але все виявляється марно: продавці не можуть впевнено впізнати бандита, а вирішальний доказ — пістолет, — безслідно зник.
Антоніна Зоріна, яка тільки-но закінчила юридичний інститут, за порадою Знаменського пішла працювати інспекторкою в справах неповнолітніх. Трапилося, що пограбований магазин знаходиться на підвідомчій їй території. Мешканка одного з близьких до місця пограбування будинків приносить тушки двох убитих голубів; вона впевнена, що це робота підлітків, і вимагає їх знайти. Зоріна звертається за допомогою до Томіна, Кібріт проводить експертизу і виявляє, що птахи вбиті з пістолета ТТ, такого ж, як у грабіжника. Сліди цієї зброї вже зустрічалися міліції — пістолет неодноразово використовувався як знаряддя злочину. Стає ясно: втікаючи від погоні, грабіжник загубив або нашвидку сховав пістолет, і зброю знайшли підлітки.
Припущення міліції вірне. Бондар, переслідуваний міліціонерами, дійсно закинув пістолет в один зі старих сараїв, розраховуючи забрати його завтра, але саме в той день увечері пістолет випадково знайшов школяр Семен Гвоздарьов (Гвоздик), що живе поблизу. Тепер пістолет — головний скарб невеликої компанії з трьох хлопців і однієї дівчини. Всі четверо — старшокласники, не надто захоплені навчанням і не мають якихось інших занять; не хулігани, вони проводять разом час, вигадуючи відносно нешкідливі розваги. Пістолет для них став просто предметом, наявність якого лоскоче нерви і підіймає самооцінку.
Міліція шукає пістолет. Зоріна, Знаменський та Кібріт ідуть на неординарний крок: вони збирають у клубі всіх підлітків району та прямо розповідають їм, що сталося, намагаючись пояснити, що зброя — це дуже серйозна річ, що зберігаючи її, скоюється злочин і перешкода слідству, і що пістолет необхідно здати в міліцію. Компанія нових власників ТТ вирішує, як бути.
Одночасно за пістолетом полює і Бондар. Його підручний, молодий хлопець Віктор, втирається в довіру до підлітків і швидко виходить на компанію, що приховує зброю. Він організовує напад хуліганів на компанію саме в той вечір, коли хлопці, які вирішили здати пістолет у міліцію, беруть його зі схованки. Щоб розігнати нападників, підлітки дістають пістолет, і Віктор, який спостерігає за тим, що відбувається, переконується в своїй правоті. Зоріна, яка прийшла на місце бійки, вилучає зброю, але дорогою до відділення Віктор наздоганяє її, завдає удар ножем і забирає ТТ. Наступного дня міліція, що тримає під наглядом Бондара, бере його і Віктора при передачі пістолета.

## Ролі та виконавці

### Головні ролі
- Георгій Мартинюк —  Знаменський
- Леонід Каневський —  Томін
- Ельза Леждей —  Кібріт

### У ролях
- Анна Каменкова —  Антоніна Василівна Зоріна, інспекторка в справах неповнолітніх
- Петро Щербаков —  Бондар
- Леонід Каюров —  Віктор Бондар
- Олександр Сімакін —  Семен Гвоздарьов («Сенька-Гвоздик»)
- Ігор Меркулов —  Льоша Терентьєв («Льоха-Криголам»)
- Людмила Дьяконова —  Наташа Терентьєва («Лялечка»)
- Сергій Тихонов —  Міша Мухін («СЕМ»)
- Тетяна Надєждіна —  Гвоздарьова
- Ігор Шувалов —  Терентьєв
- Маргарита Струнова —  Терентьєва
- Володимир Полупарнєв —  Мухін
- Валентина Ананьїна —  Мухіна
- Микола Горлов —  дідусь Міші
- Наталія Крачковська —  продавчиня
- Галина Васькова —  касирка
- Ігор Сєрєбряний —  Фітиль
- Євген Москальов —  Топорков
- Віталій Леонов —  любитель футболу

## Знімальна група
- Режисер — В'ячеслав Бровкін
- Сценаристи — Олександр Лавров, Ольга Лаврова
- Оператор — Владислав Єфімов
- Композитор — Марк Мінков
- Художниця — Лариса Мурашко